# 穆斯塔法·杰米列夫
穆斯塔法·阿卜杜勒杰米尔奥卢·杰米列夫（1943年11月13日—），克里米亞韃靼人民族運動成員、前蘇聯持不同政見者。1991年至2013年期間任克里米亞韃靼人民族議會主席。1998年起擔任乌克兰最高拉达議員。2014年至2019年期間任烏克蘭總統克里米亞韃靼人事務專員。